# The Amulet of Samarkand
The Amulet of Samarkand, publicado no Brasil com o título O Amuleto de Samarkand e em Portugal com O Amuleto de Samarcanda, é o primeiro livro da Trilogia Bartimaeus escrita por Jonathan Stroud. É conhecida pelo uso liberal de notas de rodapé como a fala do personagem principal fazendo comentários sarcásticos.

## Introdução
Um aprendiz de mago, Nathaniel, secretamente invoca um djinni de mais de 5 000 anos, Bartimaeus, para que realize um pedido seu. Ele "pede" para Bartimaeus fazer uma interessante missão: Ele precisa roubar o amuleto de Samarkand do poderoso Simon Lovelace, um mago mestre extremamente impiedoso e ambicioso. Pouco depois, percebem que estão dentro de uma grande intriga mágica que fala sobre assassinato e rebelião.